# 阿梅代奧·德拉瓦萊
阿梅代奥·德拉瓦萊（義大利語：Amedeo Della Valle，1993年4月11日—），意大利籃球運動員，現在效力於意大利籃球聯賽球隊Pallacanestro Reggiana。他也代表意大利國家籃球隊參賽。